# كونستانتين ثون
كونستانتين ثون (بالروسية: Тон, Константин Андреевич)‏ (و. 1794 – 1881 م) هو مهندس معماري، وأستاذ جامعي من الإمبراطورية الروسية . ولد في سانت بطرسبرغ.
توفي في سانت بطرسبرغ.

## أعمال بارزة
من أهم أعماله:
- Grand Kremlin Palace
- كاتدرائية المسيح المخلص
- Suomenlinna Church.